# Тральщик класу М (Німеччина)
Клас M був класом стандартних мінних тральщиків (нім. Minensuchboot) німецької Кріґсмаріне під час Другої світової війни. Ці судна були основними силами німецьких підрозділів захисту гаваней і були об'єднані у тральні флотилії.

## Історія

### M1915 та M1916
Під час Другої світової війни на флоті несли службу 36 одиниць часів Першої світової. Деякі з них були перероблені на експериментальні кораблі, артилерійські навчальні кораблі, морські тендери або R-катери, і 1 (колишній-M109) було перероблено на дозорний корабель. У 1940 більшість з цих перероблених кораблів були знову перероблені на тральщики.

### M1935

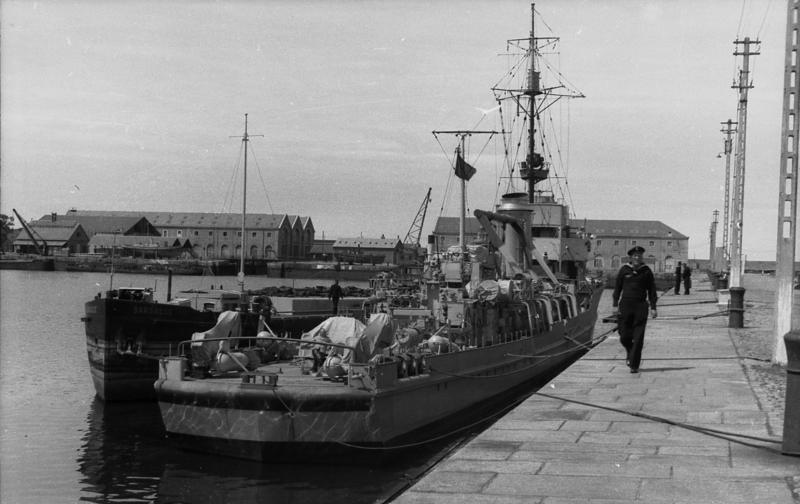
Корабель M1935 в окупованій Франції (1941)

Перші серії; M1935 були замовлені наприкінці 1930-х щоб замінити зношені кораблі часів Першої світової. Ці кораблі виявилися універсальними і мореплавними. Кораблі могли використовуватися у якості ескортних, бути мисливцями за субмаринами, а також встановлювати мінні поля і витралювати міни. 
Проте, кораблі виявилися дуже дорогими і складними за будовою, а їхні нафтові котли страждали від нестачі палива наприкінці війни. Загалом було збудовано 69 кораблів на різних верфях, у період з 1937 по 1941. У війні було втрачено 34 одиниці.

### M1940
Хоча M1935 були задовільними кораблями, вони були складними і дорогими, а тому у 1941 було розроблено спрощену конструкцію. Ці кораблі мали вугільні котли, через нестачу нафти. Загалом було побудовано 127 кораблів у період з 1941 по 1944. Під час війни було втрачено 63 одиниці класу M1940.
Чотири корабля було замовлено румунськими ВМС у 1943. їх будували у Румунії з німецьких комплектуючих. Вотонажність румунських кораблів становила 543 тонни, а повна 775 тонн. Довжина становила 62 метри, ширина 8,5 метрів, а осадка 2,3 метри. Озброєння складалося з двох 88 мм гармат та однієї спареної 37 мм і трьох 20 мм зенітних гармат, а також двох глибинних бомбометів. Двовальні вугільні двигуни потрійного розширення мали потужність 2400 к.с., що допомагало досягнути максимальної швидкості у у 17 вузлів та радіус дії у 1043 морські милі на цій швидкості. Кожен з чотирьох кораблів (DB-13, DB-14, DB-15  та DB-16) мали екіпаж у 80 осіб. У 1951 вони отримали нафтові двигуни.

### M1943
Це була спрощена і дещо подовжена версія M1940. Ці кораблі були створені для вивчення і були побудовані у кількості чотирьох штук:
- Тральщик
- Протичовновий корабель з глибинними бомбами для великих глибин
- Торпедний катер, з двома 533 мм торпедними апаратами
- Навчальний торпедний корабель

До кінця війни було побудовано лише 18 кораблів.

### Повоєнний період

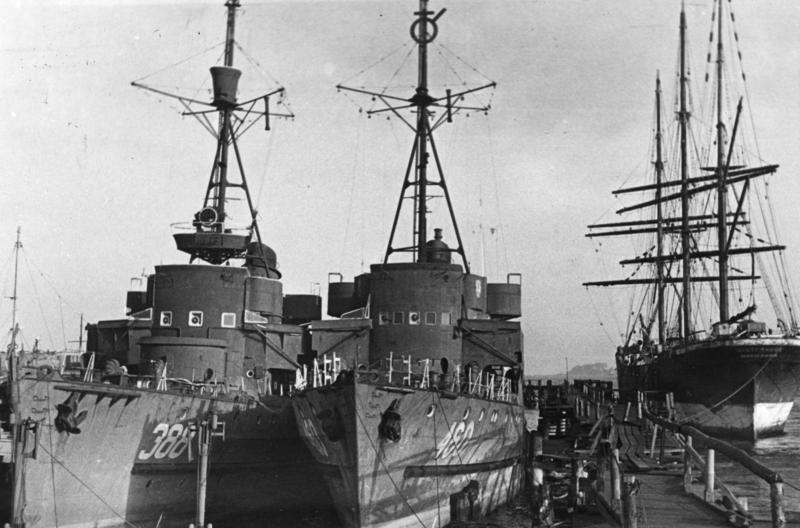
Демілітаризовані M1940 у 1949

Після закінчення війни кораблі які вижили були передані США, Великій Британії та Радянському Союзу.
Багато було передано до німецької адміністрації з розмінування під британським контролем для зачищення Північної Європи від мін. Декілька пізніше були передані Франції та Норвегії, а два - Італії.
Одинадцять кораблів повернули Німеччині у 1956/57 і зарахували до складу Бундесмаріне.
Чотирнадцять тральщиків типу M1940 (відомі як клас Guadiaro) були побудовані для ВМС Іспанії на іспанських верфях. Сім з них були модернізовані за допомогою ВМС США і несли службу у іспанських ВМС більше тридцяти років.